# Catepanato da Sérvia

Catepanato de Ras em c. 950 - 969

Catepanato da Sérvia (em grego: κατεπανίκιον Σερβλίας), chamado também de Catepanato de Ráscia (Ras),  foi um tema bizantino (província civil-militar) fundado entre 971 e 976 durante o reinado do imperador João I Tzimisces (r. 969–976). Ele englobava o território do Principado da Sérvia (região de Ráscia), sede do episcopado sérvio (Episcopado de Ráscia) e o antigo domínio sérvio (Antiga Ras, a capital).

## História
Não existem dados sobre o "catepano de Ráscia" no reinado de Tzimisces, mesmo após uma dura conquista da região. Um selo de um estratego de 'Ráscia foi datado como sendo da época, tornando plausível que o predecessor de Tzimisces, Nicéforo II Focas, foi reconhecido como senhor de Ráscia. Há registro também de que certo João era protoespatário e catepano de Ráscia. A presença militar bizantina na região acabou logo depois com as guerras com a Bulgária e só se re-estabeleceu por volta de 1018 com o breve Tema de Sirmio, que, porém, não abrangia a Ráscia propriamente dita.